# Derdeba
Derdeba, Pl. Dradeb, auch Lila, Laila (arabisch „Nacht“), ist eine nächtliche religiöse Zeremonie der Gnawa, einer auf schwarzafrikanische Sklaven zurückgehenden Sufi-Bruderschaft in Marokko. Auf dem Höhepunkt der Veranstaltung, die zu einem Besessenheitskult gehört, sollen die Geister (Dschinn), von denen sich die Patienten angegriffen glauben, durch Tänze und die Musik der Zupflaute Gimbri hervorgerufen und besänftigt werden. Derdeba-Zeremonien beginnen mit einer Prozession und einem Tieropfer, sie finden meist in Privathäusern in Marrakesch und Essaouira statt. Als ein Element der Therapie des Einzelnen und der Identitätsfindung der Gruppe ist das gesamte Ritual in die kosmogonische Weltvorstellung der Gnawa eingebunden. Es soll dargestellt werden, wie die Seele vom Leben in den Tod und wieder zurück ins Leben findet und auf dem Weg die sieben Farben des Universums passiert. Diese symbolisieren das Wachstum der Natur (besonders der Gerste) und den Ablauf des menschlichen Lebens.

## Kulturelles Umfeld
Gnawa sind eine volksislamische Sufi-Bruderschaft (Tariqa), sie haben eine eigene Musik- und Tanzkultur entwickelt, mit der sie auf öffentlichen Plätzen und durch Straßenprozessionen auf sich aufmerksam machen. Durch diese, für orthodoxe Muslime als unislamisch geltenden Auftritte und durch ihre Geschichte stehen sie am unteren Rand der marokkanischen Gesellschaft. Die verschiedenen Namenserklärungen hängen mit ihrer Herkunft aus der Sudanregion zusammen. Gnawa wurde von den Ländern Guinea und Ghana (über Ghanawi) abgeleitet. Nach einem Berberdialekt ist gnawi (agnaw) der Plural von igginaw und bedeutet „schwarz“.
Schwarzafrikanische Sklaven wurden ab dem 9. oder 11. Jahrhundert ins Land gebracht. Der alawidische Sultan Mulai Ismail (reg. 1672–1727) baute zur Grenzsicherung seines Reiches im Osten am Rand des Mittleren Atlas eine Sklavenarmee auf, die er nach der Eroberung des Gebietes zur Bewachung der Kasbahs von Taza über Sefrou bis Beni-Mellal zurückließ. Die Soldaten schworen ihren Treueeid nicht auf den Koran (in der Gnawa-Weltsicht das „Buch von oben“), sondern auf die Hadithen-Sammlung von al-Buchārī (dem „Buch von unten, von der Erde“). Auf den Koran zu schwören hätte bedeutet, dass es dann nicht möglich gewesen wäre, die Soldaten als Muslime zu versklaven. Weibliche Sklaven dienten Arabern und Berbern als Konkubinen. Erst 1911 verboten die Franzosen offiziell den Sklavenhandel, der illegal noch länger betrieben wurde. Nur ein Teil der ehemaligen Sklaven sind Gnawa, aber die Herkunft aus der Sklaverei ist ihr wesentlichstes Identitätsmerkmal und führt zur Selbstzuordnung als „Schwarze“, obwohl neben Schwarzafrikanern auch Araber, Berber und Juden Mitglieder des Ordens sein können. Gnawa halten sich für „Schwarze“ und „Sklaven“ unabhängig von ihrer ethnischen und sozialen Abstammung.
Entscheidend für die Zugehörigkeit zu den Gnawa ist neben der Einheit stiftenden Sklavengeschichte die Durchführung des Derdeba-Heilungsrituals. Bei diesem werden eine Vielzahl von Geistern hervorgerufen. Die im Islam als Dschinn bekannten Geister verfügen meist nicht über individuelle Charaktereigenschaften und werden selten mit eigenem Namen angerufen. Wenige Ausnahmen werden als „individuelle Geister“ bezeichnet, die in Marokko auch von einigen anderen Bruderschaften verehrt werden. So ergreift im Norden das schöne weibliche Geistwesen Aisha Qandisha von Männern Besitz. Sie steht im Zentrum des Besessenheitskults der Hamadschas.
Im gesamten Maghreb gibt es mehrere „schwarze“ Bruderschaften, die sich als Nachkommen afrikanischer Sklaven begreifen, unter denen die Gnawa die größte und aktivste ist. Die meisten führen ihren Ursprung auf Sidi Bilal als dem spirituellen Gründer des Ordens zurück. Bilal war ein christlicher Afrikaner (Äthiopier), der als Sklave in Mekka lebte, zum Islam konvertierte und der erste Gebetsrufer (Muezzin) des Propheten Mohammed wurde. In Tunesien ist das Gegenstück zur Derdeba der Stambali-Ritus, der von Soudanis genannten, ehemaligen schwarzen Sklaven organisiert wird. Therapien von besessenen Patienten in einem islamischen Umfeld durch Musik und Tanz sind allgemein schwarzafrikanischen Ursprungs. Vergleichbar sind weiterhin die Geister der Tuareg, denen mit Tendé-Musik begegnet wird, die Geister des Bori- und des Dodo-Kults bei den Hausa, der überwiegend von Frauen praktizierte Zar-Kult in Ägypten und Sudan sowie der Pepo- (Shetani)-Kult in Tansania. Unter dem Dach des Christentums werden die Besessenheitskulte Mashawe in Teilen Sambias und Simbabwes und Vimbuza in Malawi und Sambia gepflegt.
Wie die Gnawa sind die ab dem 16. Jahrhundert aus dem Süden nach Bobo-Dioulasso in Burkina Faso eingewanderten muslimischen Zara (Bobo-Jula) eine kulturell eigenständige Bevölkerungsgruppe geblieben. Männer in eng anliegenden weißen Stoffen treten nachts als Maskentänzer (Lo Gue) auf und rufen dabei ähnlich wie die Gnawa eine Vielzahl von besitzergreifenden Geistern hervor, die mit vergleichbaren Methoden besänftigt werden müssen.
Dschinn sind ein bedeutender Teil der volkstümlichen Dimension des Islam. Die Vorstellung, dass geistige Krankheiten von Dschinn verursacht werden, reicht weit in die Geschichte zurück. Das arabische Wort madschnūn, „verrückt“, wird auch als „vom Geist besessen“ übersetzt. Mit Ausnahme von Aisha Qandisha, die ein Problem der marokkanischen Männer darstellt, werden von den Geistern überwiegend Frauen befallen; weibliche Geister spielen in allen Kulten eine bedeutende Rolle, häufig sind – wie bei den Gnawa – auch die Leiter der Zeremonien Frauen.

## Mythologie
Eine weitere mögliche Herleitung des Wortes Gnawa kommt aus der Berbersprache Tamazight, in der igri ignawan, „Feld des bewölkten Himmels“ heißt. Gemeint ist ein Wirbelwind. Himmelsfeld ist eine Umschreibung für den Stern Aldebaran, der bei den Gnawa auch amzil („Schmied“) genannt wird und im Zentrum ihrer kosmogonischen Weltvorstellung steht. Schmiede in der irdischen Welt (bei den Tuareg inaden, bei den mauretanischen Bidhan maʿllemīn) sind eine randständige, aber einflussreiche Bevölkerungsgruppe, der magische Kräfte zugesprochen werden. Im Tuaregdialekt aus dem Ahaggar heißt dar gennaouen „Gebiet Wolkenhaufen“.
Die Gnawa gliedern sich in zwei Gruppen, nur eine davon beruft sich auf Sidi Bilal als ihren geistigen Ahnherren. Die andere Gruppe bezeichnet sich als Sklaven von Lalla Mimuna (oder Lalla L’Krima), weibliche Heilige, die als schwarze Königinnen verehrt werden. Auch die Mitglieder der zweiten Gnawa-Richtung fallen bei bestimmten Treffen in Trance, sie führen aber keine Besessenheitstänze durch. Ihre Musikdarbietungen auf der Straße, bei denen sie Spenden sammeln, finden ausschließlich tagsüber statt. Da sie nicht nachts agieren, können sie keine Geister hervorrufen. Sie stammen von den Berbern des Atlasgebirges und den Oasenorten am Rand der Sahara. Die Sklaven der Lalla Mimuna bilden den weiblichen Gegenpol zu den „männlichen“ Sklaven, die (den männlichen) Sidi Bilal verehren und die Derdeba praktizieren. Eine externe Beziehung stellen die Gnawa zu den Sufiorden Aissaoua und Qādirīya her. Aissaoua leben wie die Hamadscha am unteren Rand der Gesellschaft, viele ihrer Mitglieder sind Tagelöhner oder Schmiede. Aus Sicht der Gnawa gehören auch sie zu ihrem weiblichen Gegenpart.
Das erste geopferte Lebewesen wurde nach der Gnawa-Mythologie in sieben Teile zerlegt, so dass jeder Orden einen Teil erhielt. Aus den sieben Teilen der Haut entstanden die Musikinstrumente jedes Ordens. Das bunte Wollkleid (derbala) der Sufis wurde erstmals von Abd al-Qadir al-Dschilani, dem Gründer der Qadiriya getragen. Von ihm habe es Sidi Heddi, Gründer des Katzen verehrenden Bettlerordens der Heddawa erhalten, als er noch ein Kind war. Siddi Heddi wusch im Himmel das angeblich schon von Sidi Bilal getragene Kleid und flickte es zusammen. Es besteht aus roten, weißen und blauen Flicken, in denen sich die Vereinigung der sieben Himmel und sieben Erden symbolisieren, die zum Gnawa-Schöpfungsmythos gehören.

### Schmied
Ein grundlegendes Wesensmerkmal der Gnawa-Kosmogonie ist die Entsprechung zwischen Elementen der jenseitigen Welt und des Alltags (Gesetz der Gleichwertigkeit). Das erste Symbol ist der Schmied, der im Alltag haddad, im religiösen Zusammenhang aber el-buchari (vom Gelehrten al-Buchārī) genannt wird und auf der mythischen Ebene unsterblich ist. Er repräsentiert sich im kosmischen Bereich in sehr unterschiedlichen Formen. Der Schmied verkörpert den Kreislauf von Tod und Auferstehung, wegen dessen ewiger Auf- und Ab-Bewegung er „der Affe“ genannt wird, was auch ein euphemistisches Wort für Penis ist. Die Frau des Schmiedes ist sein Amboss. Beim ersten Blutopfer der Weltgeschichte, dem mythischen Vorbild für Beschneidungen, wurde der Schmied geköpft und sein Kopf, auch dieser ist seine Frau, fiel aus dem Himmel. Als Schmiede werden in der Gesellschaftsstruktur der Region alle Handwerker verstanden, unabhängig vom Material, mit dem sie umgehen. So verkörpert der kosmische Schmied auch den Holzarbeiter, der Bäume fällte, Pflüge und Trommeln herstellte. Als er den Weltenbaum angriff, bemächtigte er sich des Weltraums, der ursprünglich wie der Baum hochkant war, und verwandelte ihn in einen gekrümmten Raum entsprechend dem Korpus einer Trommel. Der Bezug auf die Hadith-Sammlung von al-Buchārī erfolgt, weil dort der Aufstieg des Propheten zur sechsten Stufe des Himmels und seine Vision des Weltenbaums im siebten Himmel geschildert wird (Sure 53: Der Stern).
Buchari kann auch der Name eines Pferdes sein. Wie Buraq, das mythische Reittier, mit dem Mohammed eines Nachts zum Himmel fliegt, trägt Buchari die Besessenen während der Trance. Ferner heißt der Meister (qaid) der königlichen Ställe Buchari. Er hilft dem Sultan, eines der sieben Pferde zu besteigen, die an der Spitze der offiziellen Prozession vom Palast zur Moschee schreiten. Buchari geht hinter dem reitenden Herrscher. Ansonsten ist der Amtsinhaber für das sofortige Entfernen der Toten aus dem Palastbezirk zuständig. Der himmlische Schmied Buchari taucht in einem weiteren Zusammenhang in der menschlichen Gestalt des Kusam ibn Abbas auf. Dieser Cousin Mohammeds, ein schiitischer Märtyrer, wurde vom Feind enthauptet und verschwand mit seinem Kopf im Arm in der Öffnung eines Felsens, der sich über ihm schloss. Er lebt in der Nähe eines unterirdischen Flusses. Seine Qubba (Mausoleum) befindet sich in der Nekropole Schahi-Sinda in Usbekistan. Der in beiden Erzählungen abgetrennte unsterbliche Kopf verkörpert die Sonne. Selbige wiederum ist der abgetrennte Kopf der Rotlicht-Schlange, die bei der Abend- und Morgendämmerung die Erde am Horizont umkreist. Die Sonne wurde nachts geopfert, bei Tagesanbruch steht sie von den Toten wieder auf. Derdeba kann mit „großer Lärm“ übersetzt werden, eine andere Bezeichnung für die Zeremonie ist lailā, arabisch „Nacht“. Durch den Zeitrahmen von Sonnenuntergang bis Sonnenaufgang findet eine Gleichsetzung der Heilungszeremonie mit dem kosmischen Geschehen statt.
Der kosmische Schmied wird als Milchstraße vorgestellt, die im Sommer flach am Nachthimmel zu sehen ist. Sie wird durch die Sonne und die Planeten geteilt, die aus dem Weltenbaum des Sidi Moussa (des biblischen Mose) herauskommen. Dieser Heilige wird an mehreren Orten verehrt, ein Mausoleum befindet sich an der Atlantikküste im gleichnamigen Stadtteil von Salé. Zur Rolle der Planeten: Steht die Venus im Osten (Gebetsrichtung Qibla) ist sie der Stern des Propheten, hat die Aufgabe zu sterben, wiederaufzuerstehen und Opfer zu bringen. Die Venus im Westen heißt Zorah, sie wird geopfert und ist der Stern von Lalla Fatima.
Der Weltenbaum in seiner irdischen Existenz ist die mittelmeerische Jujube, arabisch ṣder. Sie ist für die Gnawa heilig. Die bedornten Zweige dieses mittelhohen Laubbaums schützen als Hecken (zeriba) Gehöfte und die an Dreschplätzen gestapelten Getreidebündel. Die Hecke markiert die Begrenzung des privaten Bereichs einer Familie. In der Vorstellung der Gnawa besteht der Baum aus drei unterschiedlichen Ästen, die vom roten Stamm ausgehen: Nach links ragt ein gelber Zweig, an dem Aprikosen hängen, in der Mitte wächst ein schwarzer Zweig mit Feigen und rechts ein weißer mit Trauben, die sich um die anderen Zweige winden. Die Geister werden nach Farben eingeteilt, nur die Geister von entsprechender Farbe gelangen durch die Zweige hindurch. Die Erde, aus der alle Geister der Unterwelt kommen, ist schwarz. An allen Gnawa-Orten gibt es einen oder mehrere Jujube-Bäume.

### Bauer
Wie der Schmied ist der Bauer eine mythologische Konstruktion, die Zusammenhänge zwischen dem Kosmos und dem Alltag des Menschen herstellt. Zwischen Ackerbau (genauer der Gerstenähre) und Weberei gibt es eine Verbindung. Für die Gnawa war Sidi Bilal der erste Bauer (Fellache), der ein Feld bestellte, das mit Qanaten (in Marokko khittara) bewässert wurde. Jedes Feld wird in den südlichen Oasen in zwei Hälften, dann in Viertel und weiter in kleinere Parzellen unterteilt, die durch niedrige Erddämme (gemun) voneinander abgegrenzt werden. Beim Regenfeldbau südlich von Marrakesch erfolgt das Pflügen jedes Jahr im Herbst in einer um 90 Grad geänderten Himmelsrichtung, um die Ackerfurchen mit den Kettfäden und dem Schuss beim Weben zu identifizieren. Bei den Berbern heißen die Kettfäden alam, ebenso wie die erste Furche, die gepflügt wird, um die Parzellen abzugrenzen. Ackerbau und Weberei erschienen in der Schöpfungsgeschichte zur selben Zeit auf der Erde, als der erste Stammesälteste (chorfa) alle Jujuba-Bäume abbrannte, die das Land bedeckten. Das erste Feld soll nach einer anderen Version vom Himmel gekommen sein, als ein Opferfest im muslimischen Monat Schaʿbān durchgeführt wurde. Dieser Monat geht dem Ramadan voraus; es ist die Zeit, in der die Dschinn besonders aktiv sind und die Gnawa ihre Rituale veranstalten. Im Schaʿban steigt Sidi Bilal in den Himmel auf und stirbt.
Die Gerstenähre steht für den Patienten, der alle Wachstumsphasen des Getreides während des Besessenheitstanzes durchleiden muss. Der Mensch besitzt sieben Seelen, so wie die Gerste aus sieben Teilen besteht. Ein Assistent während des Rituals repräsentiert den Schmied und den Bauer, er unterstützt, dass der Patient analog zum Schicksal der Sonne und des kosmischen Schmieds getötet, zerteilt und dann wiedergeboren wird. Wie die Getreidesamen aus dem Boden sprießen und zur Pflanze werden, durchläuft der Patient Wachstumsphasen. Den Körper des Schmieds durchqueren die unterirdischen Totenseelen, bis sie sich mit den himmlischen Seelen vereinigen.
Der Bauer ist für die Ernährung des Schmieds und aller Menschen zuständig, die aus dem Körper des Schmieds entstanden sind. Er bringt das Getreide zum Dreschplatz, wo er die Spreu vom Korn trennt, indem er den gedroschenen Getreidehaufen mit Heugabeln in die Luft wirft. In der Gnawa-Symbolik wurden so Männer und Frauen getrennt. Samen werden aufbewahrt, weil darin die lebenden Seelen eingeschlossen sind. So geben die Samen Leben für die Menschen und den kosmischen Schmied. Wenn dieser zum Himmel aufsteigt, kann er durch seinen Tanz die Trennung von Himmel und Erde auflösen.

### Getreidemarkt
Ein Teil der Getreidekörner werden in Speichern begraben, der andere Teil wird auf dem Getreidemarkt (rahba) verkauft. An diesem auch religiös bedeutsamen Platz in den Städten wurden früher Eide auf den Koran geleistet und Sklaven verkauft. Er zählt deshalb zu den grundlegenden Gnawa-Symbolen. Es ist der Markt, an dem tagsüber alle Geschäfte abgeschlossen werden, daher repräsentiert er Himmel und Sterne. Symbolisch betrachtet ist der Käufer die Sonne, die verkauften Waren sind wie Sterne, die bei Sonnenaufgang in den Himmel steigen. Besonders der Verkauf von Wolle hat eine mythische Bedeutung. Wolle ist ein Symbol des Wissens und der mystischen Vereinigung, die im wollenen Kleid der Sufis zum Ausdruck kommt. Das arabische Wort suf („Wolle“) ist eine Herleitung für Sufismus. Gnawa vergleichen das vom Patienten während der Besessenheitszeremonie getragene Wollkleid mit abstehenden Fellhaaren, seiner Jenseitsreise und mit den aufwärts strebenden Zweigen des Weltenbaums.

### Opfertiere
Das Gegenstück zum Getreidemarkt ist der Schlachthof (gurna), wo die erste sterile Kuh (agra) anstelle eines Sklaven verkauft und später durch den Wind befruchtet wurde. Sie wurde durch den Schmied geschlachtet und zerlegt. Die Kuh ist das Sexualorgan der weiblichen schlafenden Erde, die im Urzustand mit Jujuba-Bäumen bedeckt war. Die Kuh symbolisiert die kosmische Schlange dunya, die als rotes Licht oder als Zweige (zeriba) des Weltenbaums vorgestellt wird. Sie steigt aus der Erde auf und erhebt sich mit einem Ziegenbock an der Spitze zum Himmel. Ziege oder Schaf sind das übliche Opfer zu Beginn der Derdeba. Zwei Hühner repräsentieren die alles in Bewegung setzenden und sich gegenläufig drehenden Wirbelwinde. Sie bringen die Schlange zum Aufsteigen und Fallen.

### Gimbri

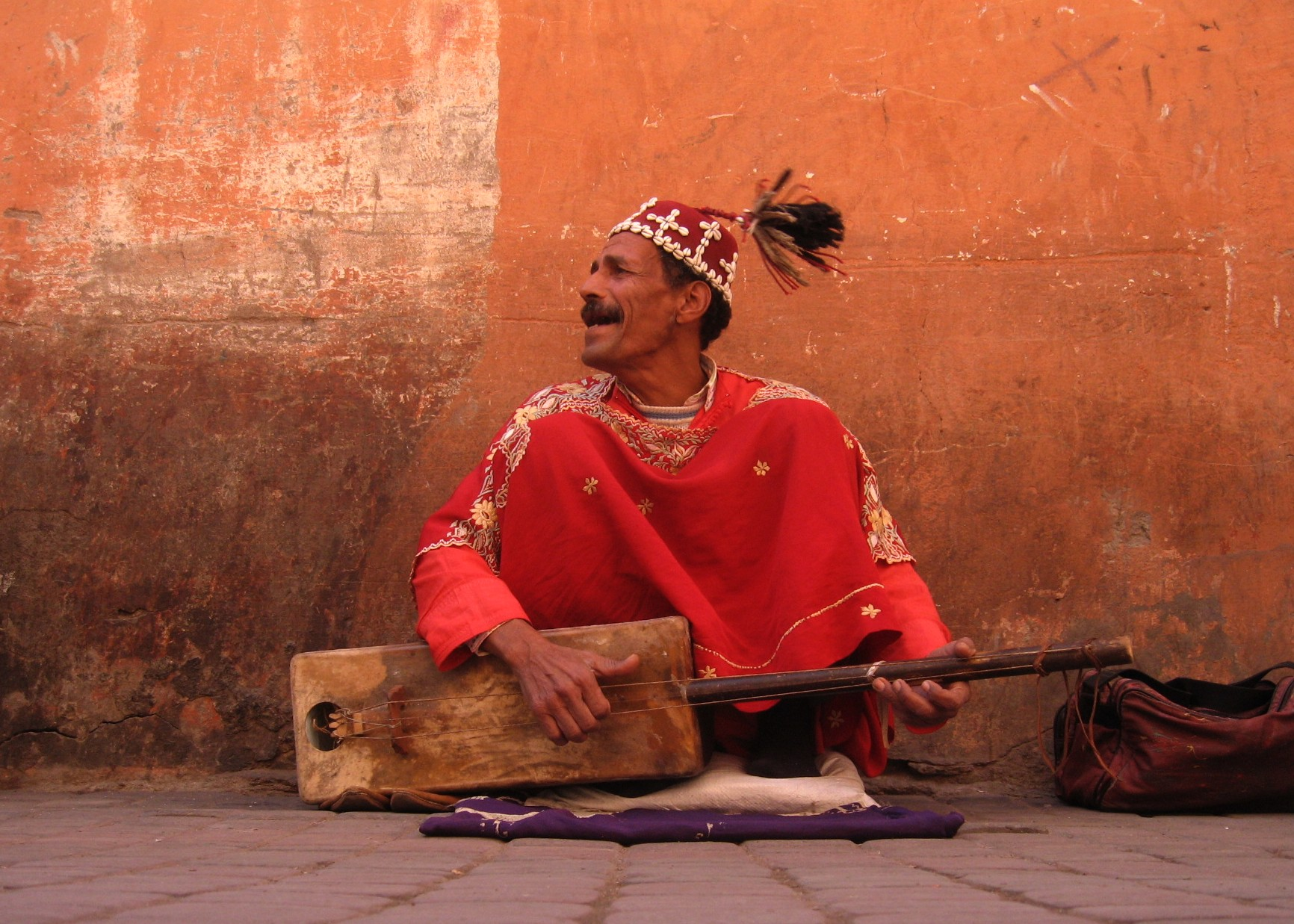
Die tagsüber auf der Gimbri gespielte Unterhaltungsmusik heißt fraja, im Unterschied zur nächtlichen Ritualmusik lila. Almosensammler in Marrakesch

Die dreisaitige Zupflaute Gimbri ist das wirkmächtigste Werkzeug, um in der Derdeba die Geister einzubestellen. Das „unsterbliche“ Musikinstrument repräsentiert den Körper des Schmiedes. Es ist Sultan oder Allah und wer es spielt, ist Bilal, sein Sklave. Die Gimbri steht in Beziehung mit dem Tod, dem besessenen Patienten und mit Getreidesamen. Nachts kann das Instrument nur innerhalb eines geschützten Raumes gespielt werden, dort wird es von Qaraqib (Krakeb, lauten eisernen Handklappern) begleitet. Tagsüber stehen dem „männlichen“ Instrument zwei „weibliche“ Trommeln (T'bol, auch Ganga) zur Seite.

### Kosmogonie
Zu den Grundprinzipien afrikanischer Kosmogonien gehört die Trennung von Urmenschen und Göttern und die Herstellung einer beständigen Ordnung in der Welt. Die vorherige Erschaffung derselben ist dagegen nur selten ein eigenes Thema. Eine Ausnahme stellt das ausgeklügelte Modell der Dogon dar, auch die eher in Asien verbreiteten Vorstellungen der Gnawa sind für Afrika etwas Besonderes. Das kosmogonische Konzept der Gnawa findet sich angewandt im Derdeba-Heilungsritual wieder.
Die Welt entstand aus einem Schlangenei (vgl. Weltenei), das auf dem Urozean lag, von der Nacht bedeckt und befruchtet wurde. Ansonsten gab es nur sterile schwarze Erde. Die beiden bereits genannten Wirbelwinde bliesen in die entgegengesetzte Richtungen und zerbrachen das Ei. Zuerst trat das Eiweiß hervor, verdunstete und verschwand in der Dunkelheit. Das „rote“ Eigelb sank in die schwarze Erde, wo es einen Felsen bildete, der sich auf den unterirdischen Wassern erhob. Weiß und Rot wurden in jeweils sieben Teile geteilt, sodass es sieben Erden und sieben Himmel darüber gab. Das Schwarze unten und das Weiße oben bemühen sich seither um Wiedervereinigung. Das Rot kam aus der schwarzen Erde und wurde zur Schlange (dunya), die am Horizont die Erde umgibt. Wie der Weltenbaum in den Himmel ragt, wurde die weibliche Schlange mit ihrem männlichen Kopf durch den aufstrebenden Wirbelwind nach oben gehoben. Nachts durchbrach ihr Kopf den weißen Himmel. Aus dieser ersten geschlechtlichen Vereinigung gingen die grundlegenden Elemente hervor, unter anderem das die schwarze Erde tränkende Blut; ein Schal als Turban auf dem Kopf der Schlange, der aus weißer Wolle und den sieben Farbe bestand; Milch, Wasser und der Lebensbaum des Sidi Moussa (Mose). Nach dieser Vereinigung schlug die Nacht der Schlange den Kopf ab. Der fing Feuer und wurde in der unsrigen Welt zur Sonne. Durch dieselbe Aktion wurden auch die Geister aktiviert. Die schwarzen Geister wanderten durch die Schlange hindurch in die Erde, während die weißen Geister am Haar der Schlange hängen und im Himmel zurückblieben. Mit dem ersten Ackerfeld, das vom Himmel fiel, gelangten sie auf die Erde.
Vom kosmischen Weltbild in den Geschichtsmythos übertragen wird aus der Schlange das zum Himmel ragende Minarett. Oben ruft Sidi Bilal zum Gebet, bis er von den Pfeilen der Juden zu Tode getroffen herunterfällt. Auf der Erde angekommen erweckt ihn der Prophet zum Leben. Die Derdeba-Zeremonie ist die kosmische Heirat von Himmel und Erde in der Nacht.

## Heilungszeremonie

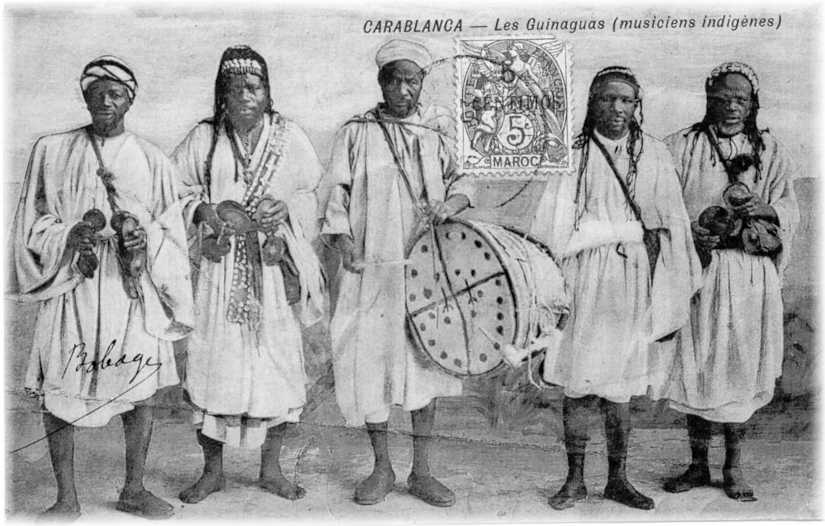
Gnawa-Musiker um 1920 mit Ṭbal und Qaraqib

Die Fähigkeit zu heilen haben die Gnawa durch die Vermittlung des Sufi-Gelehrten al-Dschazuli (1390er – 1465) über Sidi Bilal von Allah erhalten. Sie besitzen die islamische Segenskraft Baraka, die jedoch allein für eine Heilung nicht ausreicht, weshalb die Heilungszeremonie Derdeba und weitere begleitende Maßnahmen erforderlich sind. Zu den heilwirksamen Verschreibungen gehört der Besuch von al-Dschazulis Grabmal (Qubba) in der Altstadt von Marrakesch, der auch als einer der Sieben Heiligen von Marrakesch in einer Zirkularwallfahrt verehrt wird. Der Besuch von heiligen Orten der Dschinn und eine spezielle Ernährung können ebenfalls helfen.
Die Derdeba-Zeremonie kann anders als die wöchentlichen Sitzungen anderer Sufiorden jederzeit stattfinden, falls eine ausreichende Zahl an hilfesuchenden Patienten zusammengekommen ist. Der streng festgelegte Ablauf besteht aus drei Phasen: einer Eröffnungsprozession l’aada am Nachmittag (die allgemein bei Sufis dakhla genannt wird), einer mittleren Phase, kouyou, mit profanen (äußerlichen) Tänzen zur Musik der Gimbri, und einer dritten sakralen (innerlichen) Phase, mlouk, ab Mitternacht, bei der die Geister angerufen werden und die Besessenheitstänze stattfinden. Findet die Veranstaltung in einem größeren Rahmen als kosmische Heirat in Analogie zur menschlichen Hochzeit statt, dauert sie drei Tage. Am vorausgehenden Tag eins (tengya, „Sieb“, mit dem das Korn vom Rest getrennt wird) werden Einladungen ausgesprochen und die Gnawa-Mitglieder bringen dem moqaddem, dem Leiter der Bruderschaft, Opfertiere oder Silber. Letzteres symbolisiert den Brautpreis der vorgestellten Hochzeit. Der nachfolgende Tag drei (halu, „süß, gezuckert“) beinhaltet das Mahl eines Ziegenbocks – der den Kopf der dunya repräsentiert – und der Hühner – entsprechend den Wirbelwinden. Halu heißt das Essen, das der Ehemann am Morgen nach der Hochzeit erhält.

### Profaner Teil
Vor der Zeremonie sollten die Patienten wissen, von welchem speziellen Geist (milk, Pl. mluk) sie befallen sind. Hierfür konsultieren sie eine Seherin/Heilerin (chouafa), die mit den Veranstaltern der Derdeba zusammenarbeitet und das erforderliche Ritual festlegt. Die nachmittägliche Prozession, falls sie in Marrakesch stattfindet, startet entweder am Mausoleum von al-Dschazuli oder am Haus eines der Musiker. Die Gnawa ziehen musizierend mit der vom Meister (maalem) geschlagenen Trommel Ganga und mehreren Qaraqib-Spielern durch die Gassen der Altstadt. Sie tragen schwarz-rote Djellabas, preisen lauthals Allah und ziehen die Aufmerksamkeit von Passanten auf sich, die später als Zuschauer bei der Zeremonie erwartet werden. Sind sie am Veranstaltungsort angekommen, häufig dem Haus der chouafa, erhalten sie im Schein von Kerzen zur Begrüßung Milch und Datteln. Nun wird das Opfertier (ein Ziegenbock) geschlachtet und zubereitet, damit es später gegessen werden kann.
Im Innenhof dieses Hauses beginnt ab etwa 20 Uhr die zweite Phase (kouyou) mit Unterhaltungstänzen und Zuschauern. Zur Musik einer Gimbri, mehreren Qaraqib und Händeklatschen wird bei dieser Veranstaltung die Sklavenvergangenheit der Gnawa heraufbeschworen. Der erste Teil des kouyou nennt sich Ouled Bambara, also „Nachfahren der Bambara“. Die Lieder, in einer für Fremde schwer verständlichen Gnawa-Kreolsprache vorgetragen, behandeln die Versklavung aus dem Sudan, sie tragen Titel wie Soudani lallaya ma, „oh Sudan, meine Mutter“. Die Tänzer in ihren langen Djellabas sind reichlich mit Ketten von Kaurischnecken behängt. Als schauspielerische Umsetzung der Sklaverei tritt ein Tänzer auf, dessen Füße mit einem Schal zusammengebunden sind, von dem er sich zu befreien sucht. Ein anderer Tänzer mimt den Sklavenhalter und will dies verhindern.
Nach etwa zwei Stunden folgt der zweite Teil (nuqscha), in welchem sich die vorher gedämpfte und würdevolle Stimmung aufhellt und freudiger wird. Die Blickrichtung wendet sich vom Vergangenen hin zu den Heiligen, Mohammed und zu Allah, die nun angerufen werden. Zu den Dutzenden Heiligen gehören Sidi Bilal, al-Dschazuli und Lalla Fatima. Die Preislieder werden jetzt in Marokkanisch-Arabisch unter Beteiligung der Patienten gesungen, die Kerzen in einer Prozession um den Hof herumtragen. Um Mitternacht bewirtet die chouafa die Anwesenden mit dem zubereiteten Essen, anschließend ruhen alle beim gepflegten Teetrinken.
Einen anderen Ablauf der zweiteiligen profanen Phase schildert Viviana Paques: Im ersten, uqba genannten Teil ist hier anstelle des Geschichtsmythos die Erschaffung der Welt das Thema. Im nuqscha-Teil, der nach dem Essen und Teetrinken stattfindet, geht es um die „Eröffnung des Getreidemarktes“ (ftaʿ el-rahba). Hierzu verlassen die Mitglieder der Gnawa das Haus und ziehen mit zwei Trommeln durch die Straßen. Die Männer vorneweg symbolisieren den Kopf der dunya, als sie den Himmel über der Erde verführte. Sie tragen eine flache Schüssel, die Milch und Datteln enthält, Symbole für Sperma und Blut. Hinter den Männern folgen die Frauen, von denen jede zwei Kerzen in der Hand trägt. Sie verkörpern die Milchstraße. Durch den Geschlechtsakt ist der Himmel geöffnet und mit der Erde verbunden, die Gnawa können in das Haus (den heiligen Ort) zurückkehren (eindringen) und mit der Besessenheitszeremonie beginnen.

### Sakraler Teil
Die Heilungszeremonie wird vom Gimbri-Spieler geleitet. Er ist der Meistermusiker (maalem) und verkörpert den toten Schmied. Die nächtliche Musik (lila) hat die Macht, den besitzergreifenden Geist jedes Patienten hervorzulocken. Zunächst bringen die chouafa und ihre Helfer die für die Patienten benötigten Stoffumhänge in einer der sieben Farben der entsprechenden Dschinn-Kategorie, dazu spezielles Essen und Räucherstäbchen, um die Besessenheitsgeister (mluk) hervorzulocken. Die sieben Stoffe ergeben zusammen den weißen Turban, den Sidi Bilal auf dem Kopf trug, als er auf dem Minarett stehend in den Himmel stieß. Die Reihenfolge, in der die Geister mit ihren Namen in den Liedern angerufen werden, ist streng geregelt.
Zuerst werden die weißen Dschinn angerufen. Diese sind besonders mächtig, da sie Nachkommen der Prophetenfamilie (chorfa) sind. In den Liedern werden sie als „Männer Gottes“ angesprochen. Als zweites folgen die schwarzen Dschinn. Es ist die Farbe von Mächten, die mit der Sklavenzeit zu tun haben wie Lalla Aisha, Lalla Mimuna und Sidi Mimoun El Soudani. Die blauen Dschinn kommen aus den Gewässern. Sie werden von Sidi Moussa Bahri angeführt, dem Geist des Niger. Zu den besonders gefährlichen roten Dschinn gehören Sidi Hammouda (Hamu) und El Bania. Grün sind einige bedeutende Heilige wie Mulai Ibrahim und Abdelkader (Lied: „Mulai Abdelkader, der das grüne Tuch trägt“). Ein anderes Blau steht für die Dschinn des hellblauen Himmels. Abschließend kommen die gelben Dschinn. Diese weiblichen Geister flirten mit jungen Männern im heiratsfähigen Alter. Die Heilige Mera ist gelb.
Die Patienten bewegen sich in ihren farbigen Gewändern wild im Rhythmus ihres Geistes und hoffen, ihn dadurch zu besänftigen. Um den Geist zu beruhigen, halten sie mit Medizin gefüllte Kaurischnecken in ihren Händen oder tragen die Amulette in den Falten ihrer Umhänge. Einige tanzen bis zur vollständigen Erschöpfung und atmen tief den besonderen Räucherduft des Geistes ein. Es herrscht eine angespannte Atmosphäre. Die Aufgabe der Musiker besteht darin, die für jeden Patienten erforderlichen Lieder anzustimmen, damit er den Trancezustand erreicht. Entscheidend ist das Spiel der Gimbri. Die chouafa und ihre Helfer halten sich in Bereitschaft und helfen den Patienten, die Trance zu erreichen oder sie zu beruhigen.
Bei Tagesanbruch beendet der maalem sein Spiel auf der Gimbri und nimmt eine Trommel in die Hand. Auf dieses Zeichen ist das Ritual beendet, alle Teilnehmer sind erschöpft und mit dem Sonnenaufgang beginnt die neue Welt. Das therapeutische Ritual sollte mehrmals wiederholt werden.